# Лападула, Джанлука
Джанлука Лападула Варгас (итал. Gianluca Lapadula Vargas; род. 7 февраля 1990, Турин) — итальянский и перуанский футболист, нападающий клуба «Кальяри» и сборной Перу.

## Биография
Джанлука — воспитанник систем «Ювентуса» и «Риволи».
Первым взрослым клубом форварда стал «Про Верчелли», за который он провёл четыре безголевых матча. В своём следующем сезоне Джанлука отыграл восемнадцать встреч в составе команды «Ивреа», но так ни разу и не забил за неё. В 2009 году молодой игрок перешёл в «Парму», но так и не провёл ни одной встречи в её составе, скитаясь по арендам. В сезоне 2013/14 он был арендован клубом Первой Лиги Словении «Горица». 27 июля 2013 года он дебютировал за него в матче чемпионата против «Домжале». В составе этой команды Джанлука стал обладателем кубка Словении.
После банкротства «Пармы» игрок перешёл в «Пескару» и помог ей вернуться в высший итальянский дивизион, забив тридцать голов и став лучшим бомбардиром сезона 2015/16 в Серии В.
Летом 2016 года заключил пятилетний контракт с «Миланом». Сумма трансфера составила 9 млн евро плюс миллион в качестве бонусов. В сезоне Лападула провёл в составе «россонери» в чемпионате Италии 27 матчей, в которых отличился восемь раз и сделал три голевые передачи.
18 июля 2017 года «Дженоа» объявили о годичной аренде форварда с обязательством выкупа.

## Достижения
«Горица»
- Обладатель Кубка Словении: 2013/14

«Милан»
- Обладатель Суперкубка Италии: 2016